# John Sayles
John Thomas Sayles (Schenectady, estat de Nova York; 28 de setembre de 1950) és un escriptor, director i guionista estatunidenc de cinema independent.
La seva carrera va començar en 1975, quan va començar a escriure novel·les i contes curts. Aquest any va publicar Pride of the Bimbos, novel·la que va ser seguida d'una altra titulada Union Dudes, que va ser nominada als premis National Book Critics Circle Award i National Book Award.

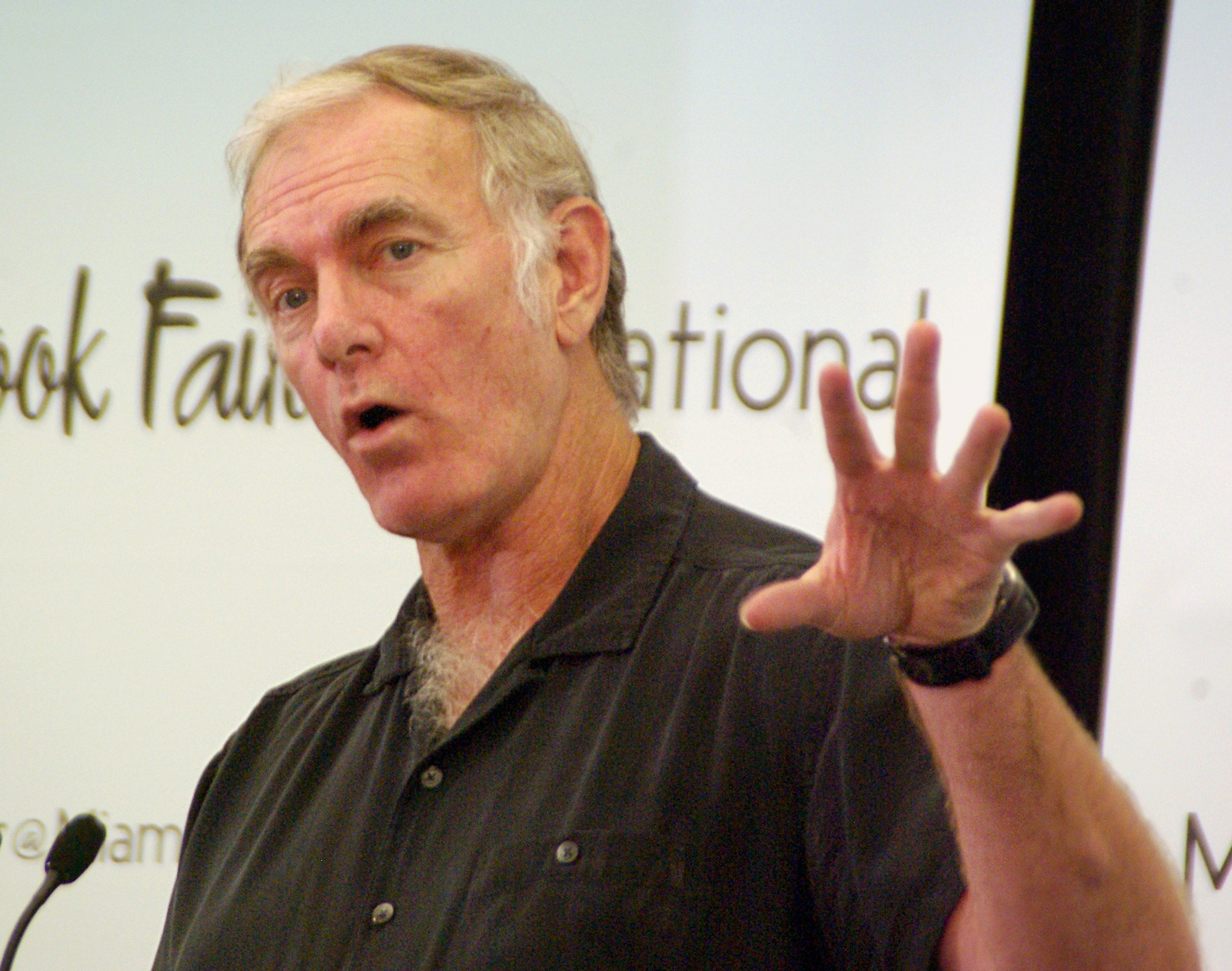
Sayles en l'edició del 2011 de la Fira Internacional del Llibre de Miami.

## Biografia

### Primers anys
Els pares de Sayles eren mestres d'escola. Tots dos eren d'origen irlandès, d'aquí ve que Sayles fos educat en el catolicisme. Avui dia Sayles es considera un "ateu catòlic".
Sayles va estudiar psicologia en la universitat Williams de Massachusetts. Després d'acabar els estudis en 1972, va passar un temps recorrent el país i exercint treballs diversos, com a empleat en una fàbrica d'embotits, obrer en la construcció o infermer. Les seves experiències en aquest últim treball li van servir a l'hora d'escriure la història de Passion Fish. També va ser actor teatral en una companyia de repertori, amb la qual va participar en adaptacions de Homes i ratolins, de Steinbeck, i Algú va volar per damunt del niu del cucut, de Kesey. En aquesta última, Sayles va fer el paper del Cap, a causa de la seva gran altura.

### Carrera
Igual que altres directors, com Martin Scorsese i James Cameron, Sayles va fer els seus primers passos al cinema de la mà de Roger Corman. A més, va escriure els guions de pel·lícules com Piraña (1978), Batalla més enllà de les estrelles (1980), Alligator (1980) i  Udols (1981).Els guanys que va obtenir treballant amb Corman van ser destinades a produir el seu primer film, Return of the Secaucus 7 (1980). Aquest film va obtenir el premi al millor guió de la Crítica de Los Angeles.
L'any 1983 després del rodatge de pel·lícules com Baby It's You, protagonitzada per Rossana Arquette, o Lianna (una història commovedora sobre una dona casada descontenta amb el seu matrimoni i que s'enamora d'una altra dona), Sayles va rebre una Beca MacArthur de 40000 dòlars a l'any durant cinc anys. Sayles ha continuat finançant les seves pel·lícules amb els diners que guanya com Script Doctor (sovint sense acreditar) per a pel·lícules de gran pressupost de Hollywood, com Apollo XIII, Mimic o Jurassic World.
La forma i la temàtica de les pel·lícules de Sayles van canviant de pel·lícula en pel·lícula. La localització de les històries és molt diversa: Louisiana a Passion Fish (1992), Texas a Lone Star (1996), Irlanda a The Secret of Roan Inish (1994), o Alaska a Bardo (1999). En la tercera, The Secret of Roan Inish, una nena de deu anys, òrfena de mare, es viurà amb els seus avis a la costa oest d'Irlanda. Des de la casa d'aquests es percep una misteriosa i llunyana "illa de les foques humanes"; aquí, entre altres relats irlandesos, tot es llisca al fil d'una història familiar, que arrenca quan el germà de l'avi —segons li compten— estava en un bressol i una ona li va portar mar endins sense que poguessin rescatar-lo.
Les seves pel·lícules es caracteritzen per mostrar les tensions dins de comunitats mostrades amb tot luxe de detalls, i els punts de vista divergents, enfront del model narratiu imperant a Hollywood que se centra en un protagonista individual i un punt de vista únic.
Sayles destaca també per introduir temes polítics en les seves pel·lícules, com la lluita dels miners de Virgínia Occidental per crear un sindicat aMatewan (1987), les tensions entre la comunitat anglosaxona i llatina en Lone Star, o el retrat que presenta en Silver City (2004) d'unes eleccions dominades per una dinastia política a Colorado, en la qual es reconeix paral·lelismes amb la família Bush.
En les seves últimes pel·lícules, Sayles ha mostrat un creixent interès en Llatinoamèrica i la relació entre hispans i anglosaxons dins dels mateixos Estats Units. Això és evident a Lone Star, que transcorre en un poble texà prop de la frontera amb Mèxic; a Hombres armados (1997), la seva primera pel·lícula rodada íntegrament en espanyol i en un llenguatge indígena, protagonitzada per Federico Luppi; a Casa de los Babys (2003), rodada a Acapulco i ambientada en un país llatinoamericà sense identificar, on un grup de dones estatunidenques esperen a què els concedeixin un nen en adopció, o Silver City, on una vegada més l'explotació laboral dels immigrants il·legals té un pes important en la trama.
Sayles ha estat candidat al Óscar al millor guió original en dues ocasions, per Passion Fish i Lone Star.
Sayles també ha muntat moltes de les seves pel·lícules, i sol aparèixer en elles com a actor en papers secundaris.

## Col·laboradors
Com altres cineastes independents, John Sayles tendeix a treballar amb els mateixos actors i tècnics una vegada i una altra. Entre els seus actors favorits estan David Strathairn, a qui va conèixer en la universitat; Maggie Renzi, la seva companya, que ha anat deixant a un costat el seu treball com a actriu per a centrar-se en el seu paper de productora; Chris Cooper, a qui Sayles va donar el seu primer paper cinematogràfic en Matewan; Joe Morton, Angela Bassett, Kris Kristofferson o Kevin Tighe, entre d'altres.
Mason Daring ha compost la música original de totes les pel·lícules de Sayles excepte Baby It's You, la banda sonora dels quals es componia d'èxits del swing i el pop.
El veterà director de fotografia Haskell Wexler ha col·laborat en quatre pel·lícules de Sayles: Matewan, The Secret of Roan Inish, Limbo i Silver City.

## Filmografia
- Piraña (1978) (guionista)
- Alligator (1980) (guionista)
- Return of the Secaucus 7 (1980) (guionista/director)
- Udols (1981) (guionista)
- Lianna (1983) (guionista/director)
- Baby It's You (1983) (guionista/director)
- The Brother from Another Planet (1984) (guionista/director)
- The Clan of the Cave Bear (1984) (guionista)
- Wild Thing (1987) (guionista)
- Matewan (1987) (guionista/director/actor)
- Els vuit eliminats (1988) (guionista/director/actor)
- Untamagiru (1989) (actor)
- La ciutat de l'esperança (1991) (guionista/director)
- Passion Fish (1992) (guionista/director)
- The Secret of Roan Inish (1994) (guionista/director);
- Hombres armados (1994) (guionista)
- Lone star, el rastre d'un crim (1996) (guionista/director)[4]
- Men with Guns (1997) (guionista/director)
- Bardo (1999) (guionista/director)
- Sunshine State (2002) (guionista/director)
- Casa de los Babys (2003) (guionista/director)
- Silver City (2004) (guionista/director)
- Honeydripper (2007) (guionista/director)
- Les cròniques de Spiderwick (2008) (coguionista)
- Amigo (2010) (guionista/director)
- Go for sisters (2013) (guionista/director)
- Sonora (2019) (coguionista)

## Obra
- Dillinger in Hollywood (2004) (antologia de contes curts)
- Los Gusanos (1991) (novel·la)
- Thinking in Pictures: The Making of the Movie "Matewan" (1987)
- The Anarchists Convention (1979) (antologia de contes curts)
- Union Dudes (1977) (novel·la)
- Pride of the Bimbos (1975)